# Novemberverfassung

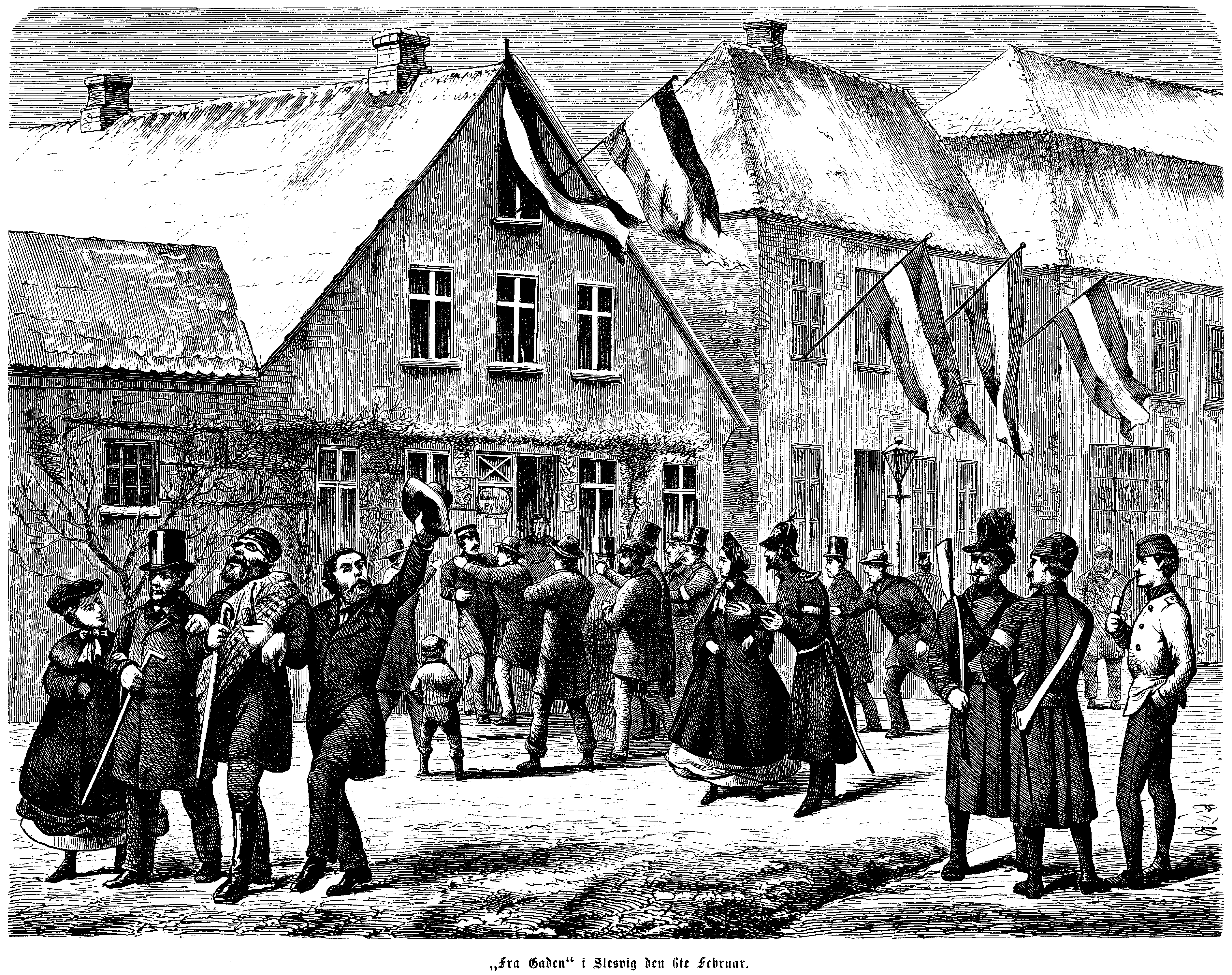
Straßenszene in Schleswig während des Deutsch-Dänischen Krieges am 6. Februar 1864

Die Novemberverfassung (dänisch Novemberforfatningen) von 1863 war eine gemeinsame Verfassung für das Königreich Dänemark und das Herzogtum Schleswig. Der vollständige Titel lautete Grundgesetz für die gemeinsamen Angelegenheiten des Königreichs Dänemarks und des Herzogtums Schleswigs (Grundlov for Kongeriget Danmarks og Hertugdømmet Slesvigs Fællesanliggender). 
Die Novemberverfassung sollte Schleswig näher an den dänischen Gesamtstaat binden. Sie löste den Deutsch-Dänischen Krieg aus, der für den dänischen Monarchen in den Verlust von Schleswig, Holstein und Lauenburg mündete.

## Ziel der Novemberverfassung
Das Ziel der Verfassung war zweierlei. Einerseits wollte man Schleswig enger an das Königreich binden. Andererseits wollte man Holstein aus dänisch-schleswigschen Angelegenheiten ausschalten, da die adeligen holsteinischen Vertreter in der dänischen Regierung eine Reihe von vorgesehenen liberalen Reformen blockierten.
Nach dem ersten deutsch-dänischen Krieg (1848–51) schrieben die Großmächte strikte Einhaltung des Status quo vor: Im Londoner Protokoll von 1852 wurde die Stellung des dänischen Gesamtstaates als „europäische Notwendigkeit“ festgehalten, und Dänemark durfte Schleswig nicht enger an sich binden als Holstein.
1855 wurde eine zweisprachige Gemeinschaftsverfassung für den ganzen dänischen Gesamtstaat verabschiedet, die die Eigenständigkeit der einzelnen Staatsteile respektierte. So herrschte im Königreich konstitutionelle Monarchie nach der Juniverfassung von 1849, in den Herzogtümern noch Absolutismus mit ratgebenden Ständeversammlungen. Gleichzeitig hatte der Gesamtstaat eine gemeinsame Regierung, an der sowohl Vertreter der Demokratie des Königreiches wie königstreue, holsteinische Adelige teilnahmen. Dabei konnten konservative Gutsbesitzer in Holstein, deren Vorfahren z. T. jahrhundertelang dem dänischen König gedient hatten, den Gesamtstaat tolerieren, nicht aber den Konstitutionalismus und den Verlust ihrer Privilegien. 
Liberalen Schleswig-Holsteinern hingegen war der Konstitutionalismus willkommen, nur nicht in einem dänischen Staat. Die neue Gemeinschaftsverfassung wurde so 1855 von der holsteinischen Ständeversammlung verworfen und 1858, nach Druck von Preußen und Österreich, vom Bundestag in Frankfurt für Holstein ganz außer Kraft gesetzt. Fraglich ist, ob schon hierbei die Bestimmungen des Londoner Protokolls verletzt waren. In Dänemark wurde auch befürchtet, dass die Doppelrolle Holsteins (Glied des dänischen Gesamtstaates sowie Mitglied des Deutschen Bundes) letztlich zur Einmischung deutscher Interessen in dänische Angelegenheiten führen würde. 

## Inhalt der Verfassung
Wie der Titel besagt, sollte die Verfassung nicht das bestehende Grundgesetz Dänemarks von 1849 abschaffen, sondern komplettieren, und die Gemeinschaftsverfassung von 1855 ersetzen. Die Verfassung sah eine eigene Landessatzung sowie eigenen Landtag für Schleswig vor. Eine gemeinsame Volksvertretung „Reichsrat“ sollte jedoch für die Angelegenheiten zuständig sein, die nicht ausdrücklich dem dänischen Reichstag oder der Volksvertretung Schleswigs vorbehalten waren. Der Reichsrat sollte über zwei Kammern verfügen, das Folketing und das Landsting. Letzteres sollte aus Abgeordneten bestehen, die vom König ernannt oder von Bürgern mit privilegiertem Wahlrecht gewählt wurden. Das freie und allgemeine Wahlrecht von 1849 sollte also eingeschränkt werden.
Dabei gab es in Dänemark Opposition von zwei Seiten:
- Die Befürworter des dänischen Gesamtstaates (dänisch helstatsfolkene, also Dänemark inklusive Schleswig plus Holstein) warnten vor der Preisgabe Holsteins. Europas übrige Staaten hätten Dänemark kaum dafür gedankt, dass Deutschland zusätzliche Kriegshäfen an der Ostsee bekommt (besonders Kiel).
- Die „Bauernfreunde“ hingegen waren äußerst skeptisch bezüglich der Abweichungen vom Junigrundgesetz von 1849 durch die geplante Einschränkung des allgemeinen Wahlrechts.

## Folgen
Die Verfassung wurde vom nationalliberalen Premierminister Carl Christian Hall ausgearbeitet. Er legte sie am 28. September dem Reichsrat vor. Trotz Skepsis erhielt der Regierungsvorschlag die Mehrheit.
Als der politisch uninteressierte König Frederik VII. plötzlich am 15. November starb, befand sich der neue König Christian IX. nun in einem Dilemma:
- Unterschriebe er, bedeutete dies wahrscheinlich einen Aufstand bzw. Krieg mit deutschen Staaten.
- Wenn er die Unterschrift verweigerte oder eine neue Regierung einsetzte, drohte eine dänische Revolution auszubrechen.

Trotz großer Bedenken unterschrieb Christian IX. am 18. November 1863 den Verfassungsentwurf. Man war sich wahrscheinlich bewusst, dass Dänemark sich auf Dauer nicht in einem militärischen Konflikt mit deutschen Staaten behaupten könnte. Es bestand jedoch die Hoffnung auf ein Eingreifen der Großmächte.
Am 7. Dezember 1863 verhängte der Deutsche Bund eine Bundesexekution über Holstein. Österreich und Preußen besetzten ab Februar 1864, außerhalb der Strukturen des Bundes, Schleswig. Der Deutsch-Dänische Krieg zwischen den beiden deutschen Großmächten und Dänemark führte zu einer dänischen Niederlage. Unter internationaler Vermittlung trat der König im Oktober die drei Herzogtümer an Österreich und Preußen ab. Beide Mächte regierten sie fortan gemeinsam als Kondominium Schleswig-Holstein.
Die Novemberverfassung, die mit dem Verlust Schleswigs ihre Funktion verloren hatte, wurde von Dänemark wieder aufgehoben. Die öffentliche Meinung schrieb der nationalliberalen Regierung und einer zu ausgedehnten Demokratie die Verantwortung des Krieges zu. 1866 wurden die Prinzipien bezüglich des beschränkten Wahlrechts wieder in eine Verfassungsrevision eingeführt. Als Folge wurde das politische Leben Dänemarks in den nächsten Jahrzehnten verlahmt, und erst 1915 sollte das privilegierte Wahlrecht wieder aufgehoben werden.

## Belege
1. ↑  Gesellschaft für schleswig-holsteinische Geschichte (Memento des Originals vom 8. Dezember 2012 im Internet Archive)  Info: Der Archivlink wurde automatisch eingesetzt und noch nicht geprüft. Bitte prüfe Original- und Archivlink gemäß Anleitung und entferne dann diesen Hinweis.